# Echinodorus grandiflorus
Echinodorus grandiflorus là một loài thực vật có hoa trong họ Alismataceae. Loài này được (Cham. & Schltdl.) Micheli mô tả khoa học đầu tiên năm 1881.